# 海西县
海西县，中国古县名，位于位今江苏灌云县与灌南县一带，属广陵郡（国）。汉武帝征和三年（前90年）置，晋朝初废。东魏时复置，至北齐天保七年（556年）复废。

## 历史
汉武帝末年，封贰师将军李广利为海西侯，海西为侯国。李广利败亡，除海西侯国，改为县。
东汉初年，董宪据有此地，梁王刘永立其海西王。光武帝建武六年（前30年），光武帝刘秀遣吴汉攻董宪，占领朐（今江苏连云港），俘虏董宪家属，董宪败亡，海西全部属汉。
汉末建安初年，刘备与袁术交战，吕布袭取徐州，刘备转战至此，并得到朐人麋竺资助，并纳竺妹麋氏为妻。
三国时期，海西归曹魏所有。